# Wortham (Teksas)
Wortham – miasto w Stanach Zjednoczonych, w stanie Teksas, w hrabstwie Freestone.